# Le Procès Goldman
Le Procès Goldman is een Franse film uit 2023, geregisseerd door Cédric Kahn en geschreven door Kahn samen met Nathalie Hertzberg.

## Verhaal
De film vertelt het verhaal van het tweede proces dat op 26 april 1976 begon tegen Pierre Goldman en resulteerde in zijn vrijspraak in het voorjaar van 1976, waarbij de levenslange gevangenisstraf van december 1974 in de zaak van de dubbele moord van 19 december 1969 nietig werd verklaard door het Hof van Cassatie. De film combineert enkele details van het eerste proces en fictieve elementen met het tweede proces, wat werd bekritiseerd door de weduwe van de vrijgesproken man, filmmaker Christiane Succab-Goldman.

## Rolverdeling
| Acteur                | Personage                 |
| --------------------- | ------------------------- |
| Arieh Worthalter      | Pierre Goldman            |
| Arthur Harari         | meester Georges Kiejman   |
| Stéphan Guérin-Tillié | president                 |
| Nicolas Briançon      | meester Henri-René Garaud |
| Aurélien Chaussade    | advocaat-generaal         |
| Christian Mazucchini  | meester Bartoli           |
| Jeremy Lewin          | meester Chouraqui         |
| Jerzy Radziwiłowicz   | Alter Goldman             |
| Chloé Lecerf          | Christiane Succab-Goldman |
| Laetitia Masson       | psychiater                |
| Didier Borga          | commissaris Jobard        |
| Arthur Verret         | Monsieur Aubert           |

## Release
Le Procès Goldman ging op 17 mei 2023 in première op het Filmfestival van Cannes in de sectie Quinzaine des cinéastes. De film kreeg overwegend positieve kritieken van de filmcritici, met een score van 100% op Rotten Tomatoes, gebaseerd op 8 beoordelingen. De film ontving in januari 2024 acht nominaties voor de Franse Césars.

## Prijzen en nominaties
De belangrijkste:
| Jaar | Prijs         | Categorie                   | Genomineerde(n)                                       | Uitslag     |
| ---- | ------------- | --------------------------- | ----------------------------------------------------- | ----------- |
| 2024 | Césars        | Beste film                  | Beste film                                            | Genomineerd |
| 2024 | Césars        | Beste regisseur             | Cédric Kahn                                           | Genomineerd |
| 2024 | Césars        | Beste acteur                | Arieh Worthalter                                      | Gewonnen    |
| 2024 | Césars        | Beste acteur in een bijrol  | Arthur Harari                                         | Genomineerd |
| 2024 | Césars        | Beste origineel script      | Nathalie Hertzberg en Cédric Kahn                     | Genomineerd |
| 2024 | Césars        | Beste cinematografie        | Patrick Ghiringhelli                                  | Genomineerd |
| 2024 | Césars        | Beste montage               | Yann Dedet                                            | Genomineerd |
| 2024 | Césars        | Beste geluid                | Erwan Kerzanet, Sylvain Malbrant en Olivier Guillaume | Genomineerd |
| 2024 | Prix Lumières | Beste film                  | Beste film                                            | Genomineerd |
| 2024 | Prix Lumières | Beste regisseur             | Cédric Kahn                                           | Genomineerd |
| 2024 | Prix Lumières | Beste acteur                | Arieh Worthalter                                      | Gewonnen    |
| 2024 | Prix Lumières | Beste jong mannelijk talent | Arthur Harari                                         | Genomineerd |
| 2024 | Prix Lumières | Beste scenario              | Nathalie Hertzberg en Cédric Kahn                     | Genomineerd |